# Times Internet
Times Internet és una empresa tecnològica multinacional índia, amb seu a Gurgaon, Índia, que posseeix, opera i inverteix en diversos productes, serveis i tecnologia dirigits a Internet. És el braç digital de The Times Group, el conglomerat de mitjans més gran de l'Índia. Actualment, Times Internet posseeix i opera més de 39 productes digitals de notícies, esports, música, vídeos, curiositats, espiritualitat i un conjunt de mercats basats en transaccions en béns immobles, finances personals, educació, llocs de treball, reserves de taules, agronegocis, entre d'altres.
Mitjançant la seva branca de capital de risc TVentures, Times Internet ha invertit en més de 50 empreses emergents en l'espai tecnològic, com ara el proveïdor de logística Delhivery, la plataforma d'agregació d'autobusos Shuttl, la plataforma d'ed-tech Byju's, la plataforma de jocs MPL, entre d'altres.
Times Internet arriba a més de 450 milions de visitants mensuals que col·lectivament dediquen més de 13.000 milions de minuts a tots els seus productes i serveis.